# Hoa hậu Hoàn vũ 2024
Hoa hậu Hoàn vũ 2024 là cuộc thi Hoa hậu Hoàn vũ lần thứ 73 được tổ chức vào ngày 16 tháng 11 năm 2024 ở Đấu trường Thành phố Mexico (Arena CDMX), Thành phố Mexico, Mexico. Hoa hậu Hoàn vũ 2023 Sheynnis Palacios đến từ Nicaragua đã trao lại vương miện cho Victoria Kjær Theilvig đến từ Đan Mạch trong đêm chung kết. Đây cũng là chiến thắng đầu tiên của Đan Mạch và lần tiếp theo vào top 5 kể từ lần cuối vào năm 1963.

## Thông tin cuộc thi

### Địa điểm tổ chức
Vào ngày 18 tháng 11 năm 2023, tại chung kết cuộc thi Hoa hậu Hoàn vũ 2023, Raúl Rocha Cantú, chủ sở hữu của Legacy Holding Group USA Inc., đã thông báo rằng cuộc thi Hoa hậu Hoàn vũ lần thứ 73 sẽ được tổ chức tại Mexico, đánh dấu lần đầu tiên quốc gia này đăng cai cuộc thi kể từ năm 2007 .
Vào ngày 24 tháng 8 năm 2024, Tổ chức Hoa hậu Hoàn vũ đã thông báo rằng cuộc thi sẽ được tổ chức chung kết tại Đấu trường Thành phố Mexico (Arena CDMX) vào ngày 16 tháng 11, vòng bán kết diễn ra vào ngày 14 tháng 11.

### Lựa chọn thí sinh
Vào tháng 9 năm 2023, trong chương trình Tanner Fletcher tại Tuần lễ thời trang New York, Hoa hậu Hoàn vũ 2022 R'Bonney Gabriel đã xác nhận rằng Tổ chức Hoa hậu Hoàn vũ đã gỡ bỏ giới hạn độ tuổi đối với các thí sinh trên 18 tuổi, vốn được áp dụng từ cuộc thi năm 2023. Trước đó, cuộc thi đã hạn chế sự tham gia của những phụ nữ trong độ tuổi từ 18 đến 28 vào năm diễn ra cuộc thi, ngoại trừ những trường hợp đặc biệt. Ngoài ra, sẽ không có giới hạn về chiều cao và cân nặng.

## Cuộc thi

### Thể lệ cuộc thi
Số lượng xếp hạng của cuộc thi sẽ được tăng lên 30 thí sinh, con số cao nhất trong lịch sử cuộc thi. Kết quả vòng sơ khảo, bao gồm các phần thi áo tắm và dạ hội, cũng như các cuộc phỏng vấn kín, sẽ xác định các thí sinh vào chung kết. Nhóm 30 thí sinh sau đó sẽ tranh tài trong phần thi áo tắm, từ đó chọn ra 12 thí sinh tham gia phần thi váy dạ hội. Sau đó, 05 thí sinh được lựa chọn cho vòng ứng xử, mỗi thí sinh được bốc thăm câu hỏi đến từ ban giám khảo và thêm câu hỏi chung trước khi công bố người chiến thắng và bốn á hậu. Ngoài các á hậu, bốn nữ hoàng lục địa cũng sẽ được xướng danh.

## Kết quả

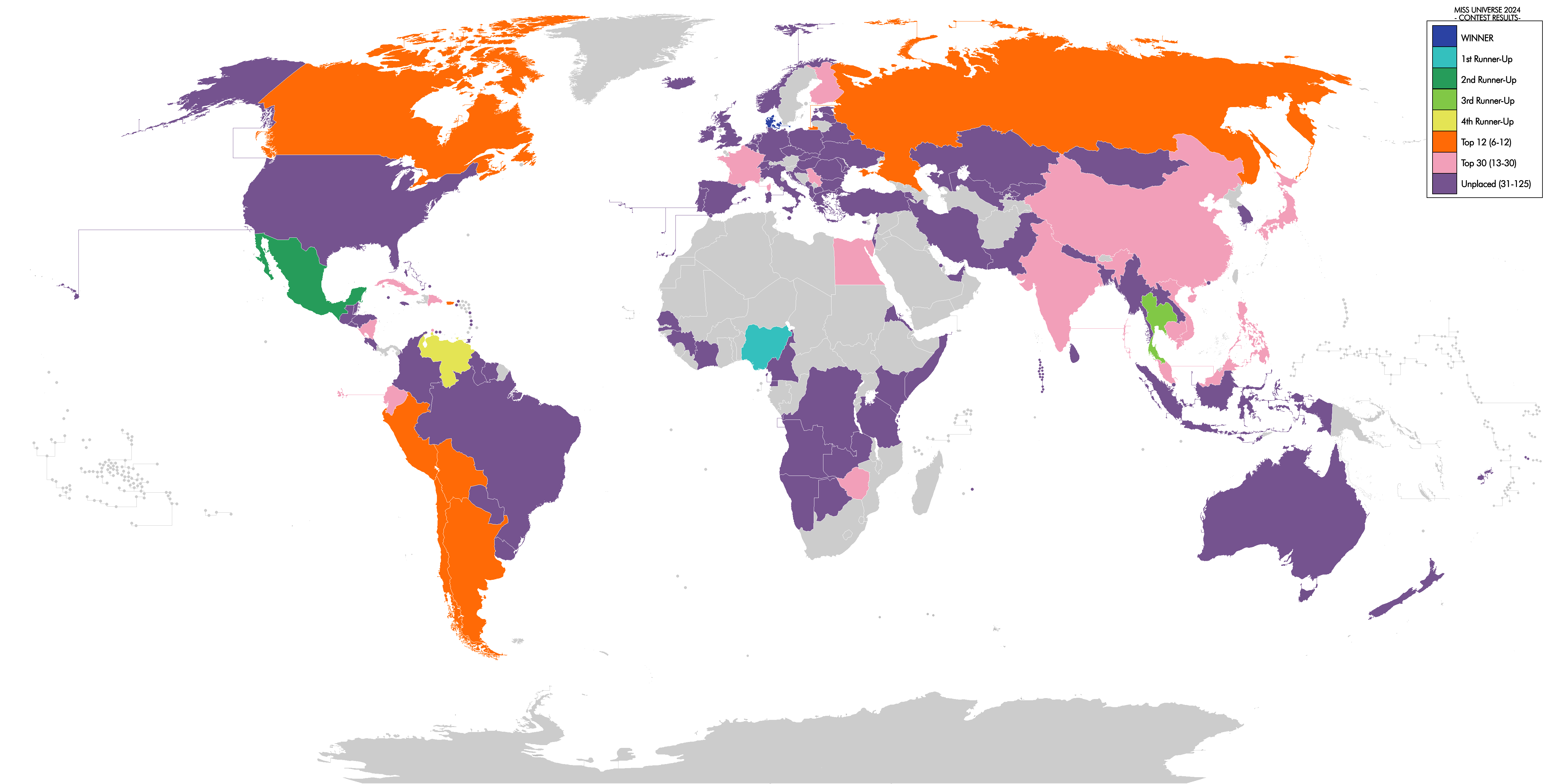
Các quốc gia và lãnh thổ tham gia Hoa hậu Hoàn vũ 2024 và kết quả.

### Thứ hạng
| Kết quả              | Thí sinh |
| -------------------- | --- |
| Hoa hậu Hoàn vũ 2024 | - Đan Mạch – Victoria Kjær Theilvig |
| Á hậu 1              | - Nigeria – Chidimma Adetshina ¥ |
| Á hậu 2              | - México – María Fernanda Beltrán |
| Á hậu 3              | - Thái Lan – Suchata Chuangsri (Truất ngôi) |
| Á hậu 4              | - Venezuela – Ileana Márquez |
| Top 12               | - Argentina – Magalí Benejam - Bolivia – Juliana Barrientos - Canada – Ashley Callingbull - Chile – Emilia Dides § - Perú – Tatiana Calmell ¥ - Puerto Rico – Jennifer Colón - Nga – Valentina Alekseeva |
| Top 30               | - Aruba – Anouk Eman - Campuchia – Davin Prasath - Trung Quốc – Jia Qi - Cuba – Marianela Ancheta - Cộng hòa Dominica – Celinee Santos - Ecuador – Mara Topić - Ai Cập – Logina Salah - Phần Lan – Matilda Wirtavuori ¥ - Pháp – Indira Ampiot - Ấn Độ – Rhea Singha - Nhật Bản – Kaya Chakrabortty - Ma Cao – Cassandra Chiu - Malaysia – Sandra Lim - Nicaragua – Geyssell García - Philippines – Chelsea Manalo ¥ - Serbia – Ivana Trišić - Việt Nam – Nguyễn Cao Kỳ Duyên - Zimbabwe – Sakhile Dube |

§: Thí sinh được vào thẳng Top 30 do bình chọn từ khán giả.
¥: Thí sinh được vào thẳng Top 30 do đạt được danh hiệu Nữ hoàng sắc đẹp châu lục.

### Thứ tự gọi tên
| 1. Pháp 2. Ấn Độ 3. Serbia 4. Việt Nam 5. Puerto Rico 6. Nigeria 7. Canada 8. Cuba 9. Trung Quốc 10. Nhật Bản 11. Ai Cập 12. Mexico 13. Argentina 14. Thái Lan 15. Peru 16. Ma Cao 17. Philippines 18. Ecuador 19. Bolivia 20. Malaysia 21. Nga 22. Aruba 23. Phần Lan 24. Cộng hòa Dominica 25. Campuchia 26. Nicaragua 27. Đan Mạch 28. Venezuela 29. Zimbabwe 30. Chile | 1. Bolivia 2. Mexico 3. Venezuela 4. Argentina 5. Puerto Rico 6. Nigeria 7. Nga 8. Chile 9. Thái Lan 10. Đan Mạch 11. Canada 12. Peru | 1. Nigeria 2. Mexico 3. Đan Mạch 4. Thái Lan 5. Venezuela |

## Giải thưởng

### Các giải thưởng đặc biệt
| Giải thưởng                 | Thí sinh                              |
| --------------------------- | ------------------------------------- |
| Trang phục dân tộc đẹp nhất | - Philippines – Chelsea Manalo        |
| Spirit of Carnival Award    |                                       |
| Hoa hậu Thân thiện          | - Trinidad và Tobago – Jenelle Thongs |
| Làn da đẹp nhất             | - Honduras – Stephanie Cam            |
| Được bình chọn nhiều nhất   | - Chile – Emilia Dides                |

| Giải thưởng                                | Giám đốc Quốc gia                    |
| ------------------------------------------ | ------------------------------------ |
| Giám đốc quốc gia xuất sắc nhất            | - Canada – Denis Dávila              |
| Cuộc thi sắc đẹp quốc gia                  | - Việt Nam – Nguyễn Thị Hương Ly     |
| Quốc gia có tour du lịch quốc gia tốt nhất | - Philippines – Jonas Antonio Gaffud |

### Các Nữ hoàng Châu Lục
| Khu vực                 | Thí sinh                        |
| ----------------------- | ------------------------------- |
| Châu Á                  | - Philippines – Chelsea Manalo  |
| Châu Âu-Trung Đông      | - Phần Lan – Matilda Wirtavuori |
| Châu Mỹ                 | - Peru – Tatiana Calmell        |
| Châu Phi-Châu Đại Dương | - Nigeria – Chidimma Adetshina  |

### Voice For Change
| Kết quả   | Thí sinh |
| --------- | --- |
| Giải vàng | - Bolivia – Juliana Barrientos - Campuchia – Davin Prasath - Guatemala – Ana Gabriela Villanueva                                                                                                   |
| Giải bạc  | - Aruba – Anouk Eman - Bahrain – Shereen Ahmed - Quần đảo Cayman – Raegan Rutty - Eritrea – Snit Tewoldemedhin - Phần Lan – Matilda Wirtavuori - Guinea – Saran Bah - Thái Lan – Suchata Chuangsri |

## Chương trình

### Hội đồng giám khảo
- Emilio Estefan – Nhạc sĩ, nhà sản xuất âm nhạc người Mỹ[9]
- Lele Pons – Ca sĩ, diễn viên, người mẫu người Mỹ nổi tiếng của Vine và YouTube[10]
- Romero Britto – Nghệ sĩ, nhà điêu khắc người Brazil[11]
- Eva Cavalli – Nhà thiết kế thời trang, Á hậu 1 Hoa hậu Hoàn vũ 1977 đến từ Áo[12]
- Margaret Gardiner – Nhà báo và Hoa hậu Hoàn vũ 1978 đến từ Nam Phi[13]
- Jessica Carrillo – Phóng viên đài Telemundo[14]
- Gianluca Vacchi – Doanh nhân người Ý, người nổi tiếng trên Internet và Chủ tịch SEA Societa Europea Autocaravan[15]
- Michael Cinco – Nhà thiết kế thời trang người Philippines tại Dubai[16]
- Dr Camila Guiribitey - Nhà từ thiện và doanh nhân[17]
- Fariana – Diễn viên và ca sĩ người Colombia[18]

## Thí sinh tham gia
Cuộc thi có tổng cộng 125 thí sinh tham gia:
| Quốc gia/ Vùng lãnh thổ  | Thí sinh                   | Tuổi | Quê quán           |
| ------------------------ | -------------------------- | ---- | ------------------ |
| Albania                  | Franceska Rustem           | 19   | Durrës             |
| Angola                   | Nelma Ferreira             | 26   | Benguela           |
| Argentina                | Magalí Benejam             | 29   | Córdoba            |
| Armenia                  | Emma Avanesian             | 32   | Yerevan            |
| Aruba                    | Anouk Eman                 | 32   | Oranjestad         |
| Úc                       | Zoe Creed                  | 23   | Brisbane           |
| Bahamas                  | Selvinique Wright          | 32   | Andros             |
| Bahrain                  | Shereen Ahmed              | 30   | Manama             |
| Bangladesh               | Aniqa Alam                 | 34   | Dhaka              |
| Belarus                  | Eleanora Kachalovskaya     | 24   | Minsk              |
| Bỉ                       | Kenza Ameloot              | 22   | Sint-Amandsberg    |
| Belize                   | Halima Hoy                 | 30   | Port Loyola        |
| Bolivia                  | Juliana Barrientos         | 27   | Cochabamba         |
| Bonaire                  | Ruby Pouchet               | 29   | Kralendijk         |
| Botswana                 | Thanolo Keutlwile          | 28   | Thamaga            |
| Brazil                   | Luana Cavalcante           | 25   | Recife             |
| Quần đảo Virgin (Anh)    | Deyounce Lowenfield        | 20   | Tortola            |
| Bulgaria                 | Elena Vian                 | 38   | Haskovo            |
| Campuchia                | Davin Prasath              | 33   | Phnôm Pênh         |
| Cameroon                 | Noura Njikam               | 25   | Yaoundé            |
| Canada                   | Ashley Callingbull         | 35   | Enoch              |
| Quần đảo Cayman          | Raegan Rutty               | 22   | East End           |
| Chile                    | Emilia Dides               | 25   | Vitacura           |
| Trung Quốc               | Jia Qi                     | 26   | Thành Đô           |
| Colombia                 | Daniela Toloza             | 30   | Cali               |
| Costa Rica               | Elena Hidalgo              | 32   | San José           |
| Bờ Biển Ngà              | Marie-Emmanuelle Diamala   | 20   | Aboisso            |
| Croatia                  | Zrinka Ćorić               | 23   | Dubrovnik          |
| Cuba                     | Marianela Ancheta          | 31   | Ranchuelo          |
| Curaçao                  | Kimberly de Boer           | 19   | Willemstad         |
| Síp                      | Katerina Dimitriou         | 29   | Nicosia            |
| Cộng hòa Séc             | Marie Danči                | 28   | Krnov              |
| Cộng hòa Dân chủ Congo   | Ilda Amani                 | 26   | Bukavu             |
| Đan Mạch                 | Victoria Kjær Theilvig     | 21   | Søborg             |
| Cộng hòa Dominica        | Celinee Santos             | 24   | Santo Domingo      |
| Ecuador                  | Mara Topić                 | 30   | Guayaquil          |
| Ai Cập                   | Logina Salah               | 34   | Alexandria         |
| El Salvador              | Florence García            | 26   | San Miguel         |
| Guinea Xích Đạo          | Diana Mouhafo              | 25   | Malabo             |
| Eritrea                  | Snit Tewoldemedhin         | 25   | Asmara             |
| Estonia                  | Valeria Vasilieva          | 22   | Tallinn            |
| Fiji                     | Manshika Prasad            | 24   | Levuka             |
| Phần Lan                 | Matilda Wirtavuori         | 24   | Tampere            |
| Pháp                     | Indira Ampiot              | 20   | Basse-Terre        |
| Đức                      | Pia Theissen               | 26   | Cologne            |
| Gibraltar                | Shyanne McIntosh           | 25   | Gibraltar          |
| Anh Quốc                 | Christina Chalk            | 31   | Dunblane           |
| Hy Lạp                   | Christianna Katsieri       | 22   | Piraeus            |
| Guadeloupe               | Coraly Desplan             | 20   | Pointe-Noire       |
| Guatemala                | Ana Gabriela Villanueva    | 22   | Santa Cruz Naranjo |
| Guinea                   | Saran Bah                  | 29   | Conakry            |
| Guyana                   | Ariana Blaize              | 26   | Georgetown         |
| Honduras                 | Stephanie Cam              | 32   | San Pedro Sula     |
| Hồng Kông                | Joanne Rhodes              | 24   | Hồng Kông          |
| Hungary                  | Nóra Kenéz                 | 28   | Szombathely        |
| Iceland                  | Sóldís Vala Ívarsdóttir    | 18   | Árbær              |
| Ấn Độ                    | Rhea Singha                | 19   | Ahmedabad          |
| Indonesia                | Clara Shafira Krebs        | 22   | Tangerang          |
| Ireland                  | Sofia Labus                | 21   | Ballyvolane        |
| Israel                   | Ofir Korsia                | 23   | Rishon LeZion      |
| Ý                        | Glelany Cavalcante         | 30   | Noto               |
| Jamaica                  | Rachel Silvera             | 25   | Saint Mary         |
| Nhật Bản                 | Kaya Chakrabortty          | 23   | Kobe               |
| Kazakhstan               | Madina Almukhanova         | 24   | Almaty             |
| Kenya                    | Irene Ng'endo              | 26   | Juja               |
| Hàn Quốc                 | Ariel Han                  | 22   | Seoul              |
| Kyrgyzstan               | Maya Turdalieva            | 25   | Bishkek            |
| Lào                      | Phiranya Thipphomvong      | 28   | Hủa Phăn           |
| Latvia                   | Maria Vicinska             | 26   | Riga               |
| Liban                    | Nada Koussa                | 26   | Rahbeh             |
| Ma Cao                   | Cassandra Chiu             | 23   | Đãng Tể            |
| Malaysia                 | Sandra Lim                 | 23   | Selangor           |
| Maldives                 | Mariyam Naseem             | 21   | Malé               |
| Malta                    | Bèatrice Njoya             | 40   | St. Paul's Bay     |
| Martinique               | Catherine Edouard          | 25   | Fort-de-France     |
| Mauritius                | Tania René                 | 27   | Quatre-Bornes      |
| Mexico                   | María Fernanda Beltrán     | 24   | Culiacán           |
| Moldova                  | Djulieta Calalb            | 20   | Chișinău           |
| Mông Cổ                  | Nominzul Zandangiin        | 19   | Ulaanbaatar        |
| Montenegro               | Rumina Ivezaj              | 20   | Tuzi               |
| Myanmar                  | Thet San Andersen          | 27   | Yangon             |
| Namibia                  | Prisca Anyolo              | 24   | Windhoek           |
| Nepal                    | Sampada Ghimire            | 23   | Bhaktapur          |
| Hà Lan                   | Faith Landman              | 28   | Zandvoort          |
| New Zealand              | Victoria Velasquez Vincent | 29   | Auckland           |
| Nicaragua                | Geyssell García            | 29   | Santo Tomás        |
| Nigeria                  | Chidima Adetshina          | 23   | Taraba             |
| Bắc Macedonia            | Tea Gjorgievska            | 21   | Kumanovo           |
| Na Uy                    | Lilly Sødal                | 21   | Kristiansand       |
| Pakistan                 | Noor Xarmina               | 29   | Islamabad          |
| Paraguay                 | Naomi Méndez               | 32   | Asunción           |
| Ba Tư                    | Ava Vahneshan              | 26   | Mashhad            |
| Peru                     | Tatiana Calmell            | 30   | Talara             |
| Philippines              | Chelsea Manalo             | 25   | Meycauayan         |
| Ba Lan                   | Kasandra Zawal             | 29   | Bierzglinek        |
| Bồ Đào Nha               | Andreia Correia            | 26   | Sintra             |
| Puerto Rico              | Jennifer Colón             | 36   | Orocovis           |
| Romania                  | Loredana Salanță           | 32   | Bistrița           |
| Nga                      | Valentina Alekseeva        | 18   | Cheboksary         |
| Saint Lucia              | Skye Faucher               | 26   | Castries           |
| Samoa                    | Haylani Kuruppu            | 26   | Apia               |
| Senegal                  | Fatou Bintou Guèye         | 23   | Louga              |
| Serbia                   | Ivana Trišić               | 30   | Belgrade           |
| Singapore                | Charlotte Chia             | 26   | Singapore          |
| Slovakia                 | Petra Sivakova             | 24   | Šamorín            |
| Somalia                  | Khadija Omar               | 23   | Mogadishu          |
| Tây Ban Nha              | Michelle Jiménez           | 21   | Palma de Mallorca  |
| Sri Lanka                | Melloney Dassanayaka       | 25   | Colombo            |
| Suriname                 | Pooja Chotkan              | 23   | Paramaribo         |
| Thụy Sĩ                  | Laura Bircher              | 24   | Stans              |
| Tanzania                 | Judith Ngusa               | 26   | Lindi              |
| Thái Lan                 | Suchata Chuangsri          | 21   | Băng Cốc           |
| Trinidad và Tobago       | Jenelle Thongs             | 32   | Morvant            |
| Thổ Nhĩ Kỳ               | Ayliz Duman                | 20   | Istanbul           |
| Quần đảo Turks và Caicos | Raynae Myers               | 23   | Grand Turk         |
| UAE                      | Emilia Dobreva             | 27   | Dubai              |
| Ukraine                  | Alina Ponomarenko          | 21   | Odesa              |
| Uruguay                  | Yanina Lucas               | 28   | Lavalleja          |
| Quần đảo Virgin (Mỹ)     | Stephany Andujar           | 28   | Saint Thomas       |
| Hoa Kỳ                   | Alma Cooper                | 22   | Okemos             |
| Uzbekistan               | Nigina Fakhriddinova       | 25   | Navoiy             |
| Venezuela                | Ileana Márquez             | 28   | Valencia           |
| Việt Nam                 | Nguyễn Cao Kỳ Duyên        | 28   | Nam Định           |
| Zambia                   | Brandina Lubuli            | 28   | Mufulira           |
| Zimbabwe                 | Sakhile Dube               | 28   | Bulawayo           |

## Chú ý

### Lần đầu tham gia
| - Belarus - Eritrea - Guinea - Ma Cao | - Maldives - Moldova - Bắc Macedonia - Ba Tư | - Somalia - UAE - Uzbekistan |

### Trở lại
| - Lần cuối tham gia vào năm 1967: - Cuba - Lần cuối tham gia vào năm 1981: - Fiji - Lần cuối tham gia vào năm 1984: - Guadeloupe - Martinique - Lần cuối tham gia vào năm 1986: - Cộng hòa Dân chủ Congo - Bờ Biển Ngà - Samoa - Lần cuối tham gia vào năm 1987: - Senegal | - Lần cuối tham gia vào năm 1990: - Gibraltar - Lần cuối tham gia vào năm 1999: - Bonaire - Suriname - Lần cuối tham gia vào năm 2000: - Hồng Kông - Lần cuối tham gia vào năm 2012: - Síp - Lần cuối tham gia vào năm 2013: - Botswana - Estonia | - Lần cuối tham gia vào năm 2014: - Quần đảo Turks và Caicos - Lần cuối tham gia vào năm 2015: - Montenegro - Serbia - Lần cuối tham gia vào năm 2018: - Sri Lanka - Zambia - Lần cuối tham gia vào năm 2019: - Bangladesh - New Zealand - Tanzania - Quần đảo Virgin (Mỹ) | - Lần cuối tham gia vào năm 2021: - Israel - Kenya - Romania - Lần cuối tham gia vào năm 2022: - Armenia - Belize - Trung Quốc - Kyrgyzstan - Thổ Nhĩ Kỳ - Uruguay |

### Chỉ định
- Angola – Nelma Ferreira được chỉ định là "Hoa hậu Hoàn vũ Angola 2024". Cô là Á hậu 2 Hoa hậu Hoàn vũ Angola 2022. Trước đó, cô từng đăng quang Hoa hậu Thế giới Angola 2018. Người chiến thắng ấn bản Hoa hậu Hoàn vũ Angola năm nay sẽ có 1 năm chuẩn bị cho cuộc thi năm sau.
- Bangladesh – Aniqa Alam được chỉ định là "Hoa hậu Hoàn vũ Bangladesh 2024".
- Bonaire – Ruby Pouchet được chỉ định là "Hoa hậu Hoàn vũ Bonaire 2024". Cô đăng quang Hoa hậu Bonaire 2023 và đại diện Bonaire tại Hoa hậu Hòa bình Quốc tế 2023.
- Campuchia – Davin Prasath được chỉ định là "Hoa hậu Hoàn vũ Campuchia 2024". Cô từng đạt được danh hiệu Á hậu 4 Universal Woman 2023.
- Trung Quốc – Jia Qi được chỉ định tham dự làm đại diện tại cuộc thi năm nay. Cô đăng quang Hoa hậu Hoàn vũ Trung Quốc 2023 và theo kế hoạch sẽ tham dự Hoa hậu Hoàn vũ 2023. Tuy nhiên do gặp trục trặc về thủ tục cấp visa nên cô đã bỏ lỡ nhiều hoạt động của cuộc thi và cuối cùng không thể tranh tài.[140]
- Síp – Katerina Dimitriou được chỉ định là "Hoa hậu Hoàn vũ Síp 2024".
- Cộng hòa Séc – Marie Danči được chỉ định là "Hoa hậu Hoàn vũ Cộng hòa Séc 2024". Cô là Á hậu 2 Czech Miss 2022 và từng đại diện Cộng hòa Séc tại Hoa hậu Toàn cầu 2023.
- Eritrea – Snit Tewoldemedhin được chỉ định là "Hoa hậu Hoàn vũ Eritrea 2024". Cô là Hoa hậu Châu Phi tại Hoa Kỳ 2023.
- Guinea – Saran Bah được chỉ định là "Hoa hậu Hoàn vũ Guinée 2024". Cô là Hoa hậu Thế giới Guinée 2021.
- Hy Lạp – Christianna Katsieri được chỉ định là "Hoa hậu Hoàn vũ Hy Lạp 2024". Cô là Miss GS Hellas 2023 và đại diện Hy Lạp tại Hoa hậu Trái Đất 2023.
- Kyrgyzstan – Maya Turdalieva được chỉ định làm đại diện tại cuộc thi năm nay. Cô đăng quang Hoa hậu Kyrgyzstan 2023 và theo kế hoạch sẽ tham dự ấn bản năm ngoái nhưng đã phải rút lui sau đó vì lý do cá nhân.
- Ma Cao – Cassandra Chiu được chỉ định là "Hoa hậu Hoàn vũ Ma Cao 2024".
- Maldives – Mariyam Saina được chỉ định là "Hoa hậu Hoàn vũ Maldives 2024". Cô từng đại diện Maldives tại Top Model of the World 2023.
- Mông Cổ – Nominzul Zandangiin được chỉ định làm đại diện tại cuộc thi năm nay. Cô đăng quang Hoa hậu Hoàn vũ Mông Cổ 2023 và theo kế hoạch sẽ tham dự ấn bản năm ngoái nhưng đã phải rút lui sau đó vì lý do cá nhân. Cô được thay thế bởi Á hậu 2 Hoa hậu Hoàn vũ Mông Cổ 2023 Namuunzul Batmagnai.
- Nicaragua – Geyssell García được chỉ định là "Hoa hậu Hoàn vũ Nicaragua 2024". Cô là Á hậu 1 Hoa hậu Nicaragua 2020 và từng đại diện Nicaragua tại Face of Beauty International 2018 và Reinado Internacional del Café 2020.
- Paraguay – Naomi Méndez được chỉ định là "Hoa hậu Hoàn vũ Paraguay 2024". Cô từng đại diện Argentina tại Miss Eco Queen 2016.
- Samoa – Haylani Kuruppu được chỉ định là "Hoa hậu Hoàn vũ Samoa 2024". Cô đăng quang Hoa hậu Samoa 2022 và đạt được danh hiệu Á hậu 1 Hoa hậu Toàn cầu 2023.
- Senegal – Fatou Bintou Guèye được chỉ định là "Hoa hậu Hoàn vũ Senegal 2024". Cô là Á hậu 1 Hoa hậu Senegal 2024.
- Slovakia – Petra Sivakova được chỉ định là "Hoa hậu Hoàn vũ Slovakia 2024". Cô là Á hậu 1 Hoa hậu Slovakia 2024 và từng đại diện Slovakia tại Hoa hậu Siêu quốc gia 2024.
- Somalia – Khadija Omar được chỉ định là "Hoa hậu Hoàn vũ Somalia 2024", cô là Hoa hậu Thế giới Somalia 2021 và Á hậu 3 Hoa hậu Hoàn vũ Canada 2024.
- Uzbekistan – Nigina Fakhriddinova được chỉ định là "Hoa hậu Hoàn vũ Uzbekistan 2024". Cô là Hoa hậu Quốc tế Uzbekistan 2022.

### Thay thế
- Armenia – Emma Avanesian được chỉ định là "Hoa hậu Hoàn vũ Armenia 2024" vì Hoa hậu Hoàn vũ Armenia 2024, Irina Zakharova quyết định trả lại vương miện vì lý do cá nhân. Cô là Á hậu 3 Hoa hậu Hoàn vũ Armenia 2024.
- Belarus – Karyna Kisialiova ban đầu được trao vương miện Hoa hậu Hoàn vũ Belarus vào tháng 9, nhưng cuối cùng đã từ bỏ danh hiệu của mình vì đơn vị nắm bản quyền đã bị tước do đã không tuân thủ các hướng dẫn do Tổ chức Hoa hậu Hoàn vũ đặt ra. Sau đó, tổ chức Hoa hậu Belarus đã nắm được bản quyền Hoa hậu Hoàn vũ và đã cử ra một đại diện thay thế là Eleanora Kachalovskaya,  Hoa hậu Belarus 2023.
- Đan Mạch – Emma Heyst ban đầu được trao vương miện Hoa hậu Đan Mạch vào tháng 9 và giành quyền đại diện Đan Mạch tại Hoa hậu Hoàn vũ năm nay, nhưng vì không có thời gian chuẩn bị nên Victoria Kjær Theilvig được chỉ định là "Hoa hậu Hoàn vũ Đan Mạch 2024". Victoria là Á hậu 2 Hoa hậu Đan Mạch 2021 và từng đại diện Đan Mạch tại Hoa hậu Hòa bình Quốc tế 2022.
- Guatemala – Andrea Radford ban đầu được trao vương miện Hoa hậu Hoàn vũ Guatemala vào tháng 7, nhưng cuối cùng đã từ bỏ danh hiệu của mình sau khi tiết lộ việc cô đang mang thai. Sau đó, cô được thay thế bởi Á hậu 1, Ana Gabriela Villanueva.
- New Zealand – Franki Russell ban đầu được trao vương miện là đại diện cho New Zealand. Tuy nhiên, Tập đoàn Yugen, đơn vị sở hữu nhượng quyền thương mại quốc gia vào thời điểm đó, đã rút lại sự tham gia của cô và từ bỏ quyền thương mại của mình, lưu ý rằng họ đã không tuân thủ các hướng dẫn do Tổ chức Hoa hậu Hoàn vũ đặt ra; sau đó, Franki được đại diện New Zealand tại Miss Cosmo 2024. Một tổ chức mới cuối cùng đã được trao quyền thương mại và sẽ trao vương miện cho một ứng cử viên mới, Victoria Vincent giành chiến thắng trong ấn bản này và chính thức trở thành đại diện mới.
- Ba Tư – Ava Vahneshan được chỉ định là "Hoa hậu Hoàn vũ Ba Tư 2024" vì Hoa hậu Hoàn vũ Ba Tư 2024, Fay Asghari quyết định trả lại vương miện vì lý do cá nhân. Cô là Á hậu 1 Hoa hậu Hoàn vũ Ba Tư 2024.

### Bỏ cuộc
- Azerbaijan – Bahar Mirzayeva rút lui vì lý do không được công bố.
- Kosovo – Edona Bajrami rút lui vì lý do sức khỏe.
- Panama – Italy Mora đã phải rút lui vì thể lệ của cuộc thi.
- Nam Phi – Mia le Roux rút lui vì lý do sức khỏe.